# NGC 111
Az NGC 111 egy ismeretlen objektum a Cetus csillagképben. Egyes elképzelések szerint megegyezhet az NGC 758 objektummal.
Francis Leavenworth fedezte fel 1886-ban és az NGC 111 nevet adta neki. Még ugyanebben az évben felfedezte az NGC 758-at is, ami esetleg ugyanaz az objektum, bár nem valószínű a kettő közötti különbségek miatt. Ennek következtében az NGC 111 szinte biztosan egy nem létező vagy elveszett objektum, illetve esetleg egy lentikuláris galaxis.